# Novoselivka, Kremenciuk
Novoselivka (în ucraineană Новоселівка) este un sat în comuna Bilețkivka din raionul Kremenciuk, regiunea Poltava, Ucraina.

## Demografie
Componența lingvistică a localității Novoselivka
     Ucraineană (96,95%)
     Rusă (3,05%)
Conform recensământului din 2001, majoritatea populației localității Novoselivka era vorbitoare de ucraineană (96,95%), existând în minoritate și vorbitori de rusă (3,05%).